# Diego Ventura
Diego Antonio Espiritu Santo Ventura dit Diego Ventura, né le 4 novembre 1982 à Lisbonne (Portugal), est un rejoneador portugais.

## Biographie
Le 21 février 1998, il participe à sa 1re corrida de rejón au festival-arènes de Churriana. Il prit l'alternative le 13 septembre 1998 à Utiel des mains de son père Joao Ventura.
Il est actuellement l'un des rejoneadors les plus reconnus et demandés avec entre autres Pablo Hermoso de Mendoza, Andy Cartagena, Fermín Bohórquez Domecq, João Moura, Rui Fernandes, Leonardo Hernandez, Manolo Manzanares, Léa Vicens, etc.

## Carrière
- Débuts : 1996
- Alternative le 13 septembre 1998 à Utiel ; Parrain : Joao Ventura ; Témoin : Francisco Benito et Sergio Galan et Ganaderia d'El Campillo
- Confirmation à Madrid : le 3 juin 2000 ; Parrain : Fermin Bohorquez ; Témoins : L.A. Domecq et Martin Gonzalez Porras
- Apoderado : Manuel Álvarez Canorea
  - Saison 2008 : 66 corridas - 168 oreilles - 16 queues (2d de l'escalafón derrière Pablo Hermoso de Mendoza)
  - Saison 2007 : 66 corridas - 196 oreilles - 23 queues (2d de l'escalafón derrière Pablo Hermoso de Mendoza)
  - Saison 2006 : 63 corridas - 175 oreilles - 21 queues
  - Saison 2010 : 48 corridas - 121 oreilles - 7 queues

2018 en la plaza de toros de las ventas corto 5 orejas y un rabo el primer rejoneador en cortar un rabo en esta plaza 
Pese a su gran carrera y su trayectoria en el mundo del toros es el único torero del escalafón sin pisar una de las grandes plazas de España como es la plaza de toros de Pamplona en sanfermines y su feria del Toro.